# Giacomo Boncompagni
Pour les articles homonymes, voir Giacomo Boncompagni (cardinal italien) et Boncompagni.
Giacomo Boncompagni (8 mai 1548, Bologne - 18 août 1612, Sora) était un noble italien, fils  du pape Grégoire XIII et premier membre de sa dynastie à devenir duc de Sora. Membre de la famille Boncompagni (parfois orthographié en Buoncompagni), il était mécène, amateur d'art, de théâtre, de culture et joueur d'échecs. Il comptait parmi ses amis les compositeurs Giovanni Pierluigi da Palestrina et Vincenzo Ruffo.

## Biographie

### Jeunesse et carrière
Giacomo Boncompagni est le fils d'Ugo Boncompagni et de sa maîtresse de Carpi, Maddalena Fulchini. Son père était dans cette ville pour participer au Concile de Trente pendant la période où il y avait été transféré. Il fut légitimé le 5 juillet 1548 et confié aux Jésuites pour parfaire son éducation.
Lorsque son père fut élu pape en mars 1572, Giacomo s'installe à Rome où, deux mois plus tard, il est nommé châtelain du château Saint-Ange. Plus tard, son père le nomma également Gonfalonier de l'Église (c'est-à-dire le chef de l'Armée papale), et il s'installe d'abord à Ancône, puis à Ferrare, restant dans cette dernière jusqu'en 1574. L'année suivante, Philippe II d'Espagne le nomme Capitaine général de la gendarmerie du duché de Milan, sous contrôle espagnol.
Au cours de la seconde rébellion des Geraldines du Desmond en Irlande, dirigée par James FitzMaurice FitzGerald contre le régime protestant d'Élisabeth Ire, Giacomo a été proposé comme roi d'Irlande si la foi catholique y était rétablie.
En 1576, Grégoire XIII le nomma gouverneur de Fermo. La même année, Giacomo a épousé Costanza Sforza de Santa Fiora, qui lui a donné 14 enfants. En 1581, avec Latino Orsini, il reçut la tâche de contrer le mouvement de banditisme dans les États pontificaux.

### Duc de Sora
Malgré toutes les charges politiques et militaires qu'il avait pu attribuer à son fils, Grégoire XIII avait pour objectif de lui créer un véritable État. Après une tentative infructueuse d'acquisition du marquisat de Saluces en 1577, la même année, le pape paya 70 000 écus d'or pour le petit marquisat de Vignola à Alfonso II d'Este. Deux ans plus tard, c'était au tour du plus grand duché de Sora et d'Arce, pour lequel le pape et Giacomo ont payé 100 000 écus d'or à François Marie II della Rovere, duc d'Urbino.
En 1583, au coût de 243 000 autres écus d'or, Giacomo acquiert également le grand duché d'Aquino et d'Arpino dans le royaume de Naples, acheté à la famille D'Avalos. À la mort de Grégoire XIII, Boncompagni était l'homme le plus puissant du centre de l'Italie et, au commandement de 2 000 soldats et de quelques cavaliers légers, se chargea de pacifier la situation pendant la période du sede vacante. Cependant, lors de l'élection du pape Sixte V, il a été dépouillé de toutes ses charges dans les États pontificaux.
Philippe II a également contraint Boncompagni à rester à Milan, tandis que sa famille s'installe à Isola di Sora, près de Sora, où sa femme administra le duché. Il ne put quitter Milan qu'en 1612, mais il était déjà malade et mourut à Sora en août suivant, à l'âge de 64 ans.
Son fils Gregorio lui succéda à Sora.